# Shigu
Der Stadtbezirk Shigu (chinesisch 石鼓区, Pinyin Shígǔ Qū) ist ein Stadtbezirk in der chinesischen Provinz Hunan. Er gehört zum Verwaltungsgebiet der bezirksfreien Stadt Hengyang (衡阳市). Der Stadtbezirk hat eine Fläche von 104,9 km² und zählt 280.200 Einwohner (Stand: Ende 2018).

## Administrative Gliederung
Auf Gemeindeebene setzt sich der Stadtbezirk aus sechs Straßenvierteln und zwei Gemeinden zusammen. 　　